# US Open 1971
Die 91. US Open 1971 waren ein Tennis-Rasenplatzturnier der Klasse Grand Slam, das von der ITF veranstaltet wurde. Es fand vom 1. bis 12. September 1971 in Forest Hills, New York, Vereinigte Staaten statt.
Titelverteidiger im Einzel waren Ken Rosewall bei den Herren sowie Margaret Court bei den Damen. Im Herrendoppel waren Pierre Barthes und Nikola Pilić, im Damendoppel  Margaret Court und Judy Dalton und im Mixed Margaret Court und Marty Riessen  die Titelverteidiger.

## Herreneinzel

### Setzliste
| Nr. | Spieler       | Erreichte Runde |
| --- | ------------- | --------------- |
| 01. | John Newcombe | 1. Runde        |
| 02. | Stan Smith    | Sieg            |
| 03. | Arthur Ashe   | Halbfinale      |
| 04. | Tom Okker     | Halbfinale      |

| Nr. | Spieler        | Erreichte Runde |
| --- | -------------- | --------------- |
| 05. | Marty Riessen  | Viertelfinale   |
| 06. | Cliff Richey   | 3. Runde        |
| 07. | Clark Graebner | Viertelfinale   |
| 08. | Ilie Năstase   | 3. Runde        |

## Dameneinzel

### Setzliste
| Nr. | Spielerin        | Erreichte Runde |
| --- | ---------------- | --------------- |
| 01. | Billie Jean King | Sieg            |
| 02. | Rosie Casals     | Finale          |
| 03. |                  |                 |
| 04. | Kerry Melville   | Halbfinale      |

| Nr. | Spielerin      | Erreichte Runde |
| --- | -------------- | --------------- |
| 05. | Françoise Dürr | Achtelfinale    |
| 06. | Judy Dalton    | Viertelfinale   |
| 07. | Nancy Richey   | Achtelfinale    |
| 08. | Julie Heldman  | Achtelfinale    |

## Herrendoppel

### Setzliste
| Nr. | Paarung                    | Erreichte Runde |
| --- | -------------------------- | --------------- |
| 01. | Arthur Ashe Dennis Ralston | Achtelfinale    |
| 02. | Tom Okker Marty Riessen    | Halbfinale      |
| 03. | Ilie Năstase Ion Țiriac    | Viertelfinale   |
| 04. | Bill Bowrey Owen Davidson  | Viertelfinale   |

| Nr. | Paarung                    | Erreichte Runde |
| --- | -------------------------- | --------------- |
| 05. | Bob Hewitt Frew McMillan   | Halbfinale      |
| 06. | Stan Smith Erik van Dillen | Finale          |
| 07. | John Newcombe Roger Taylor | Sieg            |
| 08. | John Alexander Phil Dent   | Achtelfinale    |

## Damendoppel

### Setzliste
| Nr. | Paarung                           | Erreichte Runde |
| --- | --------------------------------- | --------------- |
| 01. | Rosie Casals Judy Dalton          | Sieg            |
| 02. | Gail Chanfreau Françoise Dürr     | Finale          |
| 03. | Mary-Ann Eisel Valerie Ziegenfuss | Halbfinale      |
| 04. | Kerry Melville Nancy Richey       | Halbfinale      |

| Nr. | Paarung                       | Erreichte Runde |
| --- | ----------------------------- | --------------- |
| 05. | Winnie Shaw Betty Stöve       | Viertelfinale   |
| 06. | Wendy Gilchrist Julie Heldman | Achtelfinale    |
| 07. | Patti Hogan Joyce Williams    | Viertelfinale   |
| 08. | Helen Gourlay Kerry Harris    | Viertelfinale   |

## Mixed

### Setzliste
| Nr. | Paarung                        | Erreichte Runde |
| --- | ------------------------------ | --------------- |
| 01. | Owen Davidson Billie Jean King | Sieg            |
| 02. | Ilie Năstase Rosie Casals      | Halbfinale      |
| 03. | Frew McMillan Judy Dalton      | Halbfinale      |
| 04. | Dennis Ralston Françoise Dürr  | 2. Runde        |